# Domenico Trentacoste
Domenico Trentacoste (Palermo, 20 settembre 1859 – Firenze, 18 marzo 1933) è stato uno scultore italiano.

## Biografia

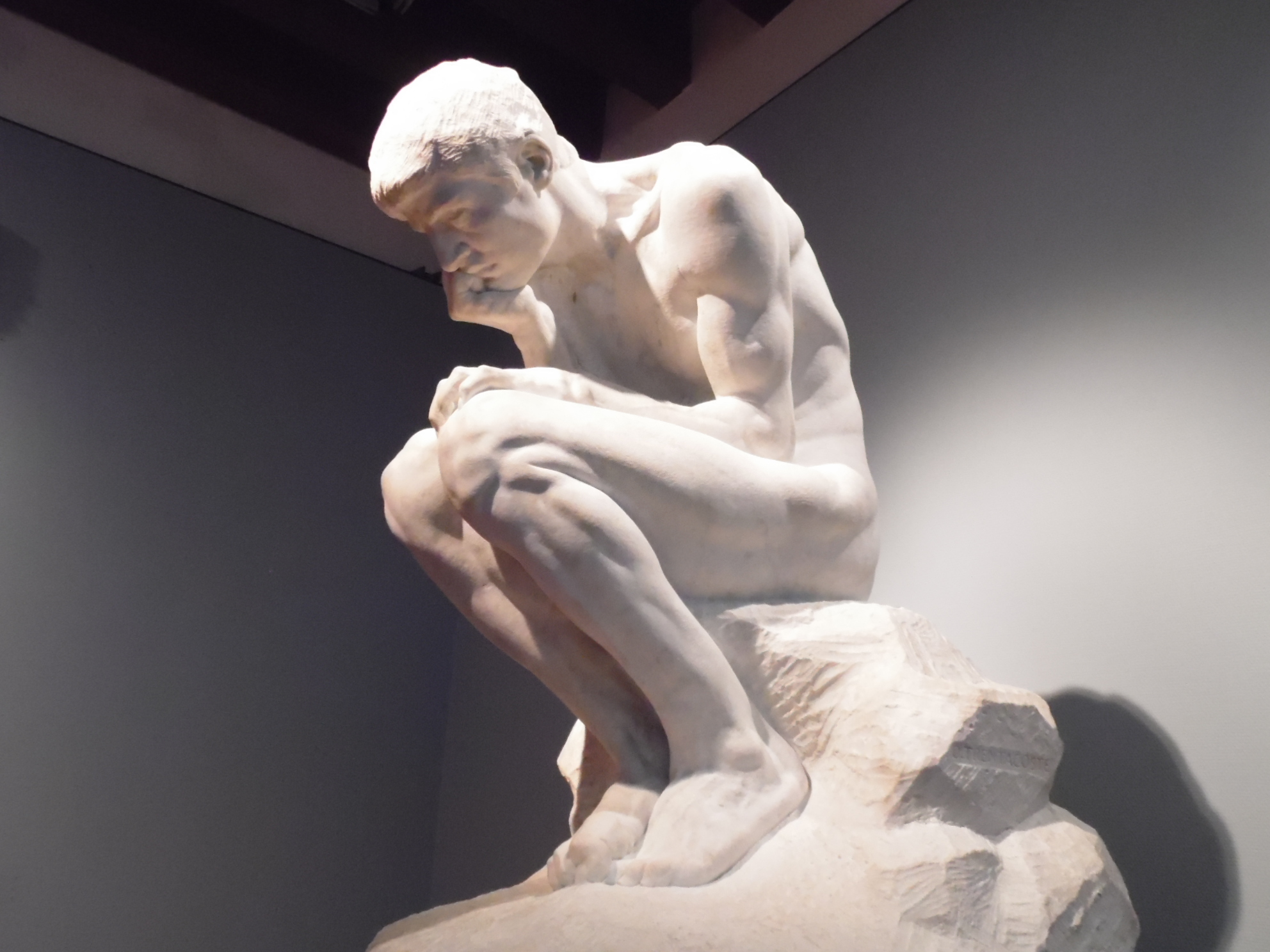
Domenico Trentacoste: Caino (post 1903). Galleria d’Arte Moderna (Palermo)

Figlio di un fabbro, ma di famiglia baronale decaduta. Le prime esperienze sulla tecnica scultorea le acquisì a Palermo all'età di sette anni nel Laboratorio di Benedetto Delisi e a dodici anni cominciò a lavorare nello studio di Domenico Costantino.
Dopo un breve soggiorno a Napoli nel 1878, si trasferì a Firenze dove venne a contatto con il realismo della Scapigliatura e quello dei Macchiaioli e qui si innamorò dei Quattrocentisti, di Donatello e Michelangelo, in particolare.
Nel 1880 fu ancora a Palermo dove, per l'arco di trionfo apprestato per la visita del re Umberto I, plasmò in gesso una grande Minerva seduta; coi soldi guadagnati, si recò a Parigi, e strinse amicizia con lo scultore Antonio Giovanni Lanzirotti; l'anno successivo espose al Salon des Refusés (Salon dei Rifiutati), istituito da Napoleone III nel 1863 per esporre le opere realizzate nell'ambito della nuova corrente dell'impressionismo) una testa di vecchio.
Fu chiamato a Londra dal pittore Edwin Long, espose Cecilia alla Academy, dove ottenne un vivo successo di pubblico. A Parigi eseguì anche una serie di sculture a soggetto idillico o mitologico e a destinazione decorativa. Tra il 1887 e il 1889 plasmò due busti di donna, Pia dei Tolomei e Cecilia, che lo consacrarono scultore di forme leggiadre, di attitudine classica, allo stesso tempo capace di rivelare l'espressione psicologica.
Nel 1895, rientrò in Italia da Parigi dopo un soggiorno di quindici anni, espose alla Prima Biennale di Venezia La diseredata, La derelitta (in marmo) e la Testa di Ofelia, già esposta nel 1893 a Parigi e nel 1894 a Vienna.
L'anno successivo partecipò all'Esposizione Internazionale di Firenze, ancora con Ofelia; partecipò all'Esposizione di Torino col marmo Alla fonte; nel 1897, alla III Esposizione Triennale di Brera, mostrò un gesso per monumento e ripropose Ofelia. Due anni più tardi, alla III Biennale di Venezia espose due marmi, La figlia di Niobe e Ritratto; nel 1901 fu membro della giuria della Biennale veneziana, dove figurò con Ritratto, Testa di vecchio, Il ciccaiuolo, Bustino di bimba, L'aurora infranta.

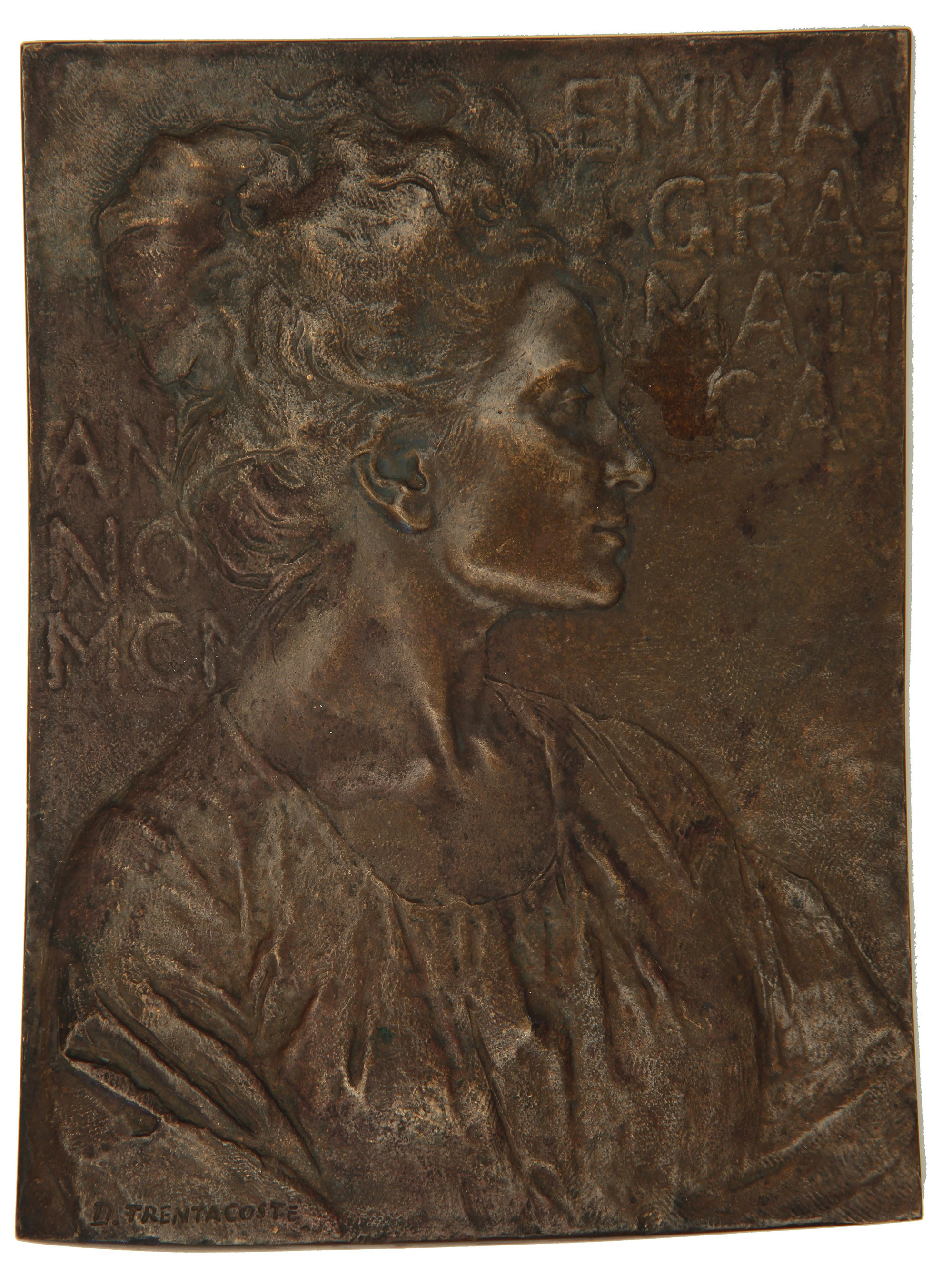
Emma Gramatica - Domenico Trentacoste

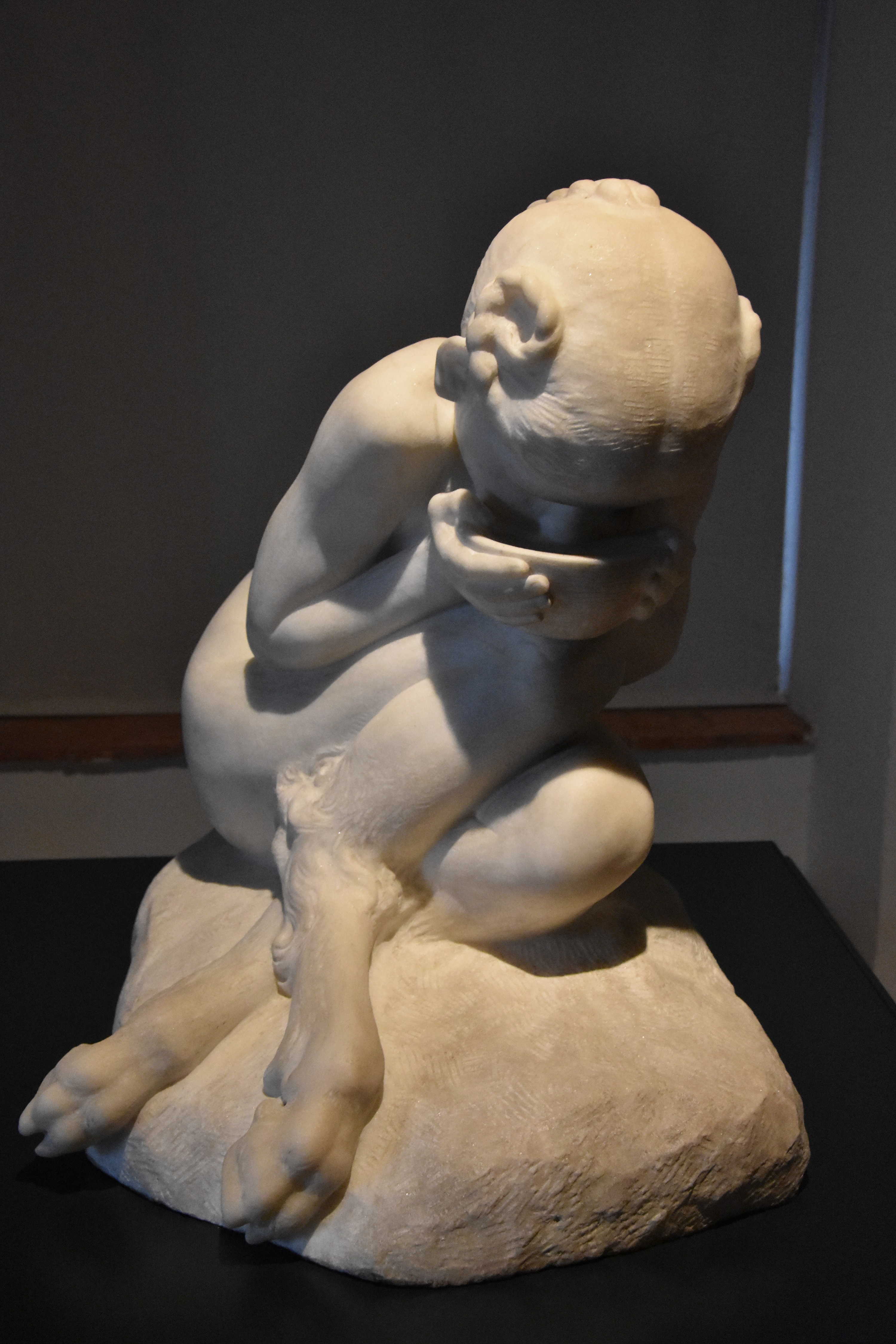
Faunetta, Galleria d'Arte Moderna (Palermo)

Nel 1903, alla stessa rassegna inviò i bronzi Caino, Seminatore, Pompeo Molmenti e la targhetta in gesso dedicata all'attrice Emma Gramatica.
Per lunghi anni fu insegnante all'Accademia di belle arti di Firenze. Nel 1904 aderì all'Associazione Arte Toscana. Dal 1908 è membro della Commissione comunale di belle arti di Firenze.
Nel 1909 espose alla Società Leonardo da Vinci di Firenze. Nel 1910, partecipò alla Biennale di Venezia con i marmi Sorriso infantile, Madre con bambino e Nudo di donna e il bronzo Testa. Nel 1911 eseguì Per grazia di Dio, Per volontà della Nazione. Sempre nel 1911 realizzò il disegno della moneta da 2 lire celebrativa del cinquantenario dell'Unità d'Italia.
L'anno successivo con il Cristo morto fu nuovamente alla Biennale di Venezia, dove apparirà, per l'ultima volta, nel 1922 col bronzo Il Vescovo Geremia Bonomelli. A marzo del 1920 tenne una mostra personale alla Galleria Pesaro di Milano; due anni più tardi, partecipò alla Fiorentina Primaverile e nel 1925 partecipò alla II Biennale di Monza. Un anno prima della scomparsa fu nominato Accademico d'Italia.
Fra tutte le città d'arte visitate, quella di Firenze fu la preferita dallo scultore, dove si stabilì definitivamente e dove realizzò la maggior parte delle sue opere e dove insegnò alla Accademia di Belle Arti diventando il maestro di numerosi scultori fra i quali ricordiamo Torello Santini, Bruno Catarzi, Mario Moschi, Marino Marini, Giuseppe De Angelis.

## Opere

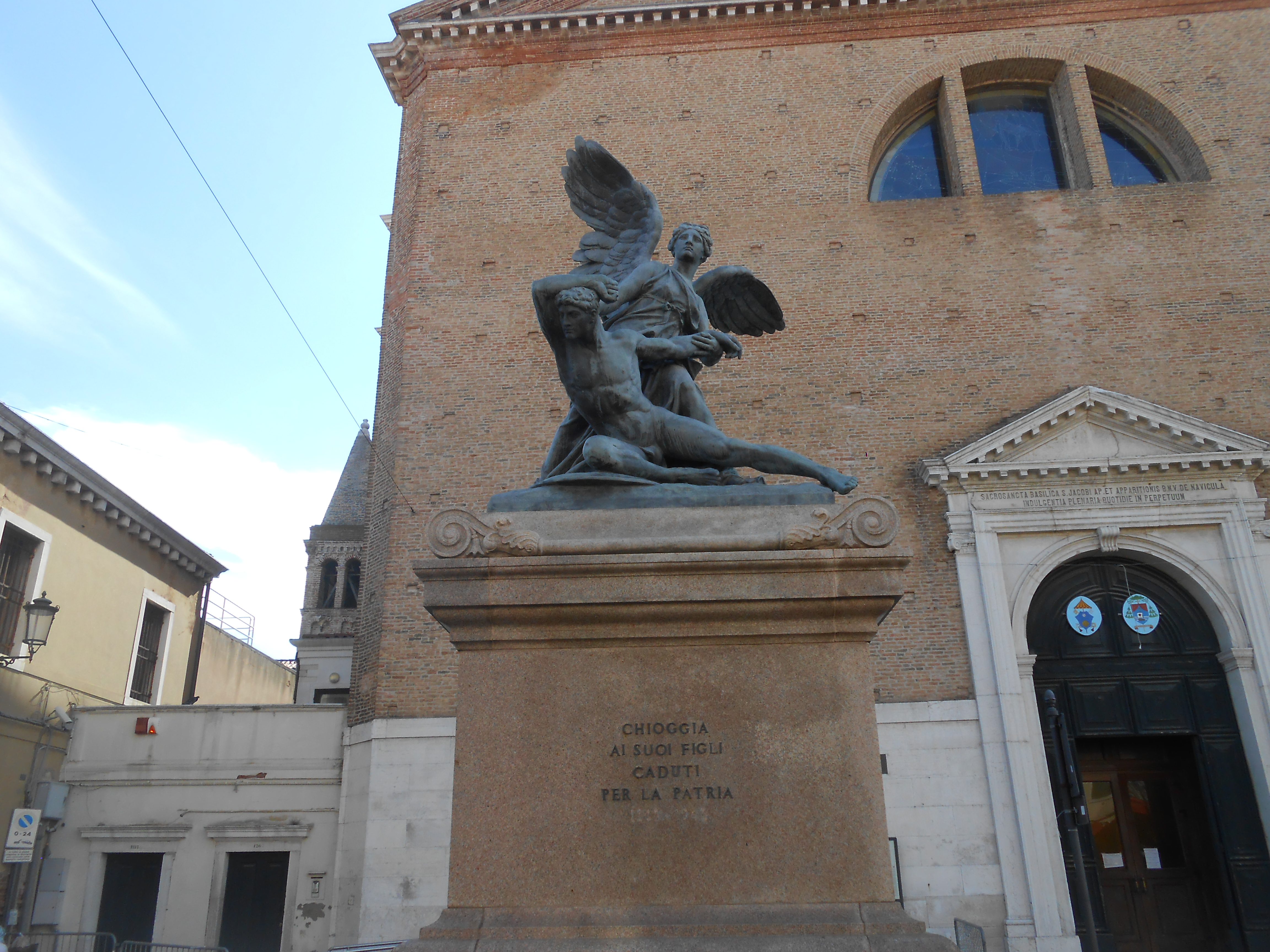
Monumento ai caduti La vittoria alata a Chioggia

- La Derelitta[3], marmo, Museo Revoltella, Trieste
- Caino, marmo, Galleria d’Arte Moderna di Palermo
- Faunetta (1910-1915 ca.)[4], marmo, Galleria d'arte moderna Sant'Anna
- Alla Fonte, Galleria d'Arte Moderna di Roma
- Autoritratto, bronzo, Galleria dell'Accademia, Firenze
- Cristo deposto (1904) per la tomba Morello, Cimitero delle Porte Sante presso San Miniato al Monte, Firenze
- Il Ciccaiuolo, bronzo, Galleria Internazionale d’Arte Moderna di Ca' Pesaro, Venezia
- La vittoria alata, bronzo, monumento ai caduti a Chioggia[5]
- Due gruppi marmorei all'entrata della facciata posteriore di Palazzo Montecitorio, Roma
- Targa in memoria del pilota Giulio Masetti, marmo, cortile del Grand Hotel delle Terme, Termini Imerese

## Mostre
- Biennale di Venezia, 1895 – 1899 – 1901 – 1910 – 1912 – 1920
- III Esposizione Triennale di Brera, 1897
- Esposizione Internazionale di Firenze, 1895
- Galleria Pesaro di Milano, 1920